# Улица Павла Покровского
Улица Павла Покровского — второстепенная улица Великого Устюга. Улица идёт параллельно Красной улице и лишь в конце поворачивает и примыкает к ней. Начало берёт от улицы Виноградова.

## История
Улица появилась после пожаров 1772 года. Раньше она была занята Щергинским ручьём и Архангельским озером. После утверждения плана 1804 года началась активная застройка улицы. В XIX веке на ней находились 1 церковь и 2 монастыря.

## Транспорт
Улица не заасфальтирована. В настоящее время на улице отсутствует движение общественного транспорта. Автобусные остановки есть на параллельной Красной улице и улице Виноградова. Есть предложения по разгрузке Красной улицы за счёт улицы Павла Покровского.

## Застройка
Начиная с Товарищеского переулка улица входит в охранную зону Великого Устюга.
Таблица дана в направлении запад — восток. Жёлтым выделены пересекающиеся улицы.
Легенда
| Пересекающиеся улицы | Памятник архитектуры | Зелёная зона |

| Логотип конкурса «Вики любит памятники» | Объект культурного наследия: № 3500001380 |

| Логотип конкурса «Вики любит памятники» | Объект культурного наследия: № 3500001391 |

| Логотип конкурса «Вики любит памятники» | Объект культурного наследия: № 3510121000 |

| Логотип конкурса «Вики любит памятники» | Объект культурного наследия: № 3500001393 |

| Логотип конкурса «Вики любит памятники» | Объект культурного наследия: № 3510102000 |

| Логотип конкурса «Вики любит памятники» | Объект культурного наследия: № 3500001392 |

| Логотип конкурса «Вики любит памятники» | Объект культурного наследия: № 3500001394 |